# 太子妃门站
太子妃门站（法語：Porte Dauphine），副站名“拉特尔·德·塔西尼元帅”（法語：Maréchal de Lattre de Tassigny），是巴黎地铁2号线西端的终点站，位于巴黎十六区福煦大街西端，拉纳大道以北，并连通巴黎第九大学。可在附近福煦大街站转乘RER C。

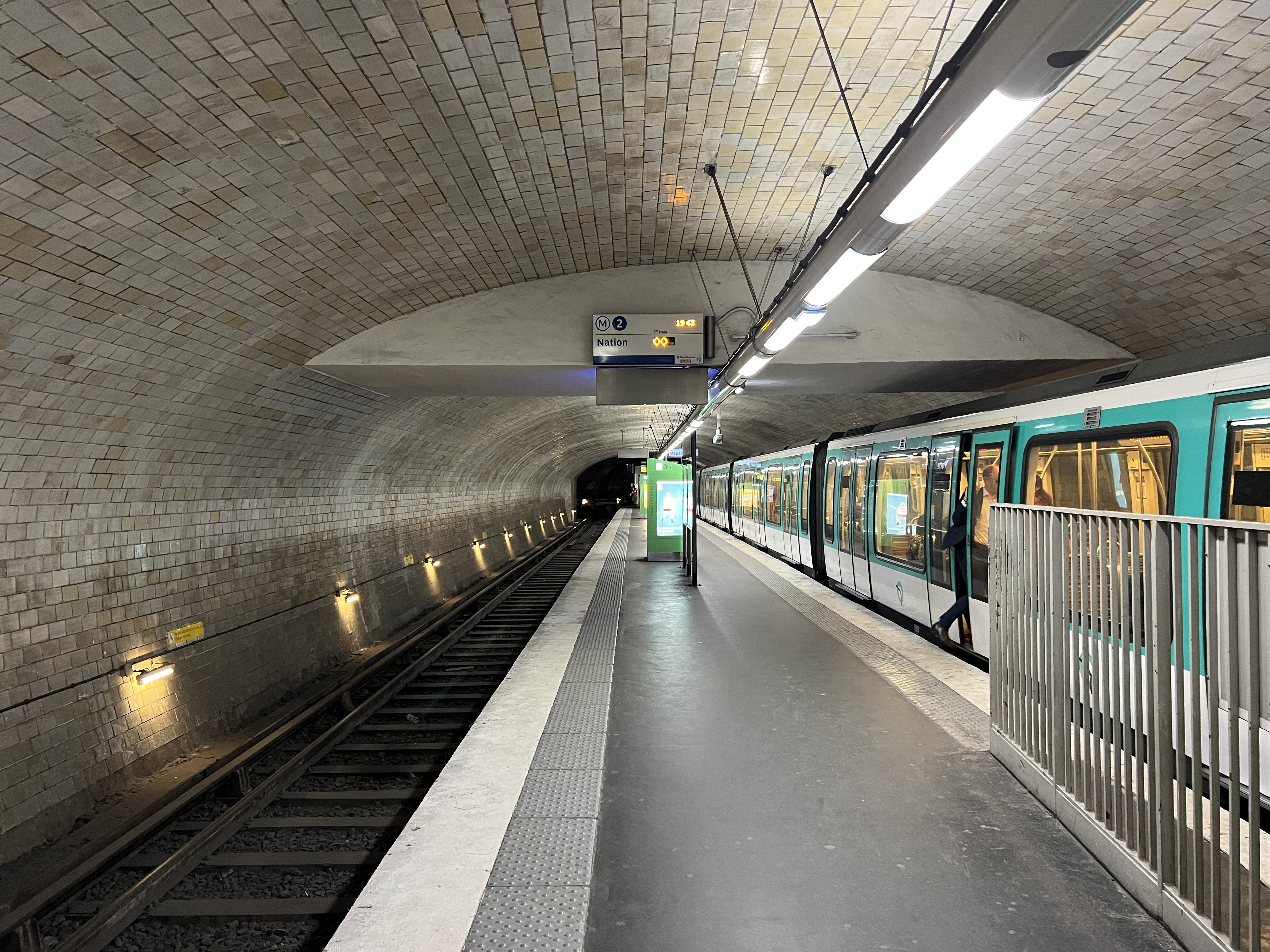
月台 (2022年6月)

## 历史
新艺术建筑师艾克特·吉瑪在于1899年受巴黎城铁公司委托设计了一个出入口。车站落成于1900年12月3日，当时2号线只建到了夏爾·戴高樂-星形站。车站得名于附近19世纪巴黎梯也尔城墙的太子妃门，该门得名于当时为太子妃的玛丽·安托瓦内特；其副站名是为了纪念拉特尔·德·塔西尼元帅，出现在站台的站牌上。
2011年，车站客流量为2840152人次，2013年达到2890496人次。

## 車站結構
| 街道             |                    |                       |
| B1               | 月台連接夾層       |                       |
| 西行（落客）月台 | 側式月台，右側開門 | 側式月台，右側開門    |
| 西行（落客）月台 | 1號月台            | 總站月台              |
| 西行（落客）月台 | 3號月台            | 側線，無定期服務      |
| 東行月台         | 4號月台            | 往民族（維克多·雨果） |
| 東行月台         | 島式月台           |                       |
| 東行月台         | 2號月台            | 往民族（維克多·雨果） |

- 注意：車站位於環道上，因此西行落客月台與東行月台有少許距離。